# HMAS

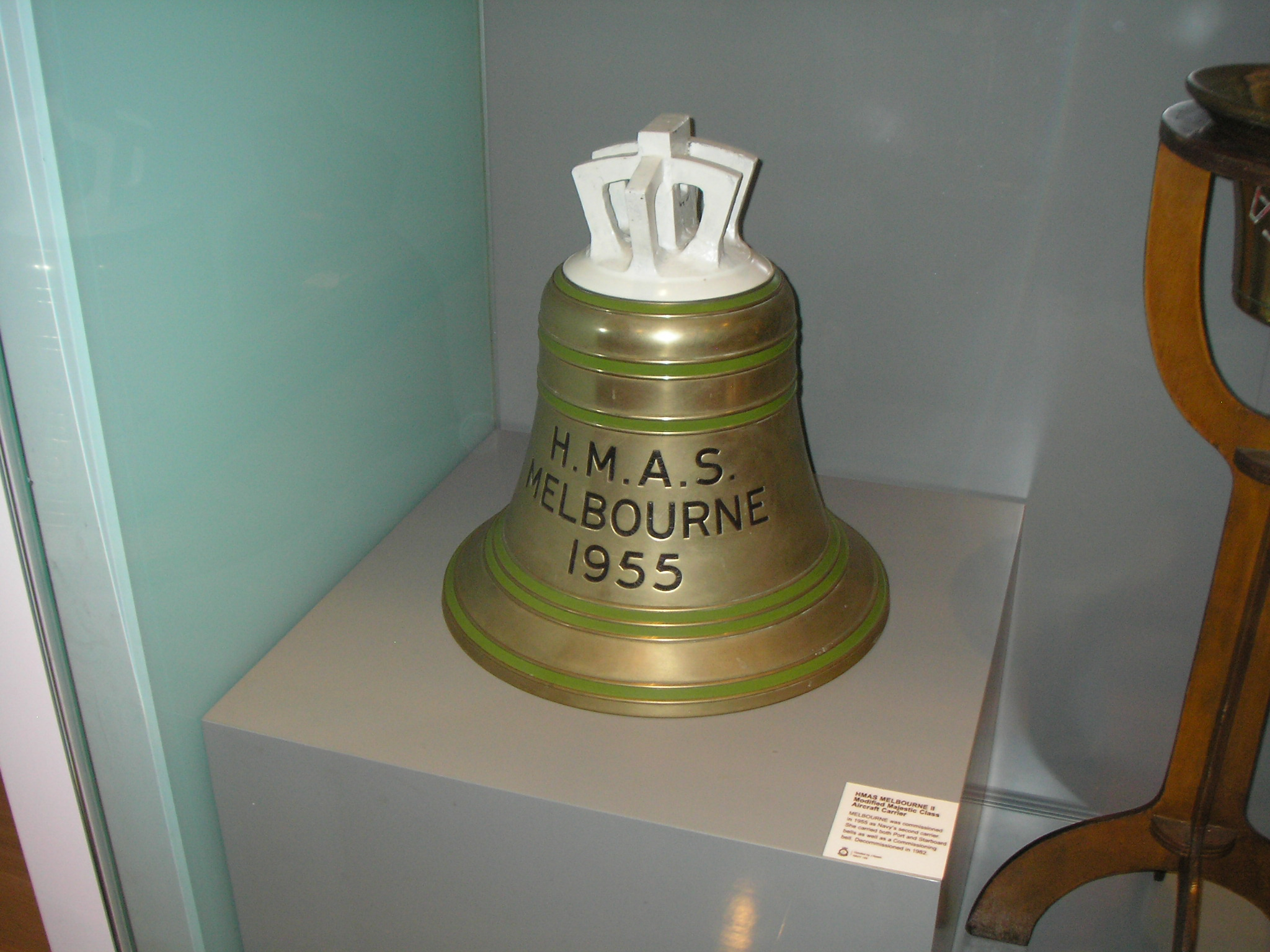
A HMAS Melbourne hajóharangja

A Her/His Majesty’s Australian Ship (HMAS, Őfelsége Ausztrál Hajója) a Royal Australian Navy, az ausztrál királyi haditengerészet szolgálatban lévő hajóit jelölő hajónév előjel. Ez a prefixum a HMS-ből (Her/His Majesty's Ship, Őfelsége Hajója) ered, melyet az Egyesült Királyság Royal Navy-je (Királyi Haditengerészet) használ. A jelzés használható hadihajókra és a szárazföldön lévő bázisokra is (Ausztrália követi azt a brit hagyományt, hogy a tengerészeti létesítményekre hajókként vagy kő fregattokként (stone frigate) utal). Az előjelet 1911 októberétől kezdték használni, amikor V. György brit király aláírásával hozzájárult az ausztrál királyi haditengerészet megalakításához.
A prefixum a brit uralkodóra utal, aki egyszemélyében és különállóan Ausztrália királya vagy királynője is. Az előjel első szava aszerint változik, hogy az uralkodó milyen nemű: királynő esetén her, király esetén his.

## Fordítás
- Ez a szócikk részben vagy egészben a  Her Majesty's Australian Ship című angol Wikipédia-szócikk ezen változatának fordításán alapul.  Az eredeti cikk szerkesztőit annak laptörténete sorolja fel. Ez a jelzés csupán a megfogalmazás eredetét és a szerzői jogokat jelzi, nem szolgál a cikkben szereplő információk forrásmegjelöléseként.